# Orthetrum saegeri
Orthetrum saegeri är en trollsländeart som beskrevs av Elliot C.G. Pinhey 1966. Orthetrum saegeri ingår i släktet Orthetrum och familjen segeltrollsländor. IUCN kategoriserar arten globalt som livskraftig. Inga underarter finns listade i Catalogue of Life.